# アリゾナ・ダイヤモンドバックス
アリゾナ・ダイヤモンドバックス（英語: Arizona Diamondbacks、略称: ARI）は、メジャーリーグベースボール（以下、MLB）ナショナルリーグ西地区所属のプロ野球チーム。本拠地はアリゾナ州フェニックスにあるチェイス・フィールド。
チーム名は、アリゾナ州一帯に生息するダイヤガラガラヘビ（背中に菱形の紋様を持つヘビ。ヒシモンガラガラヘビとも言われる）に由来している。野球のグラウンドであるダイヤモンドにも通じる命名である。チーム名が長いため“D-Backs”と略表記されることもある。または単純にヘビ=Snakesという愛称も現地ではよく用いられる。
球団名が長いため、ユニフォームの胸部分に文字が入る際、愛称の"Diamondbacks"が一列に表記されたことがない。また、"Diamondbacks"がすべて表記されたのは初代のユニフォームのみであり、この時は"Diamond"と"Backs"の2段に分けて表記されていた。これ以降の胸文字はすべて"Arizona"か"D-Backs"と表記されている。
また、球団の愛称が「ダイヤモンドバックス　（ヒシモンガラガラヘビ）｣ながら球団のマスコットキャラクターは「バクスター・ザ・ボブキャット」"Baxter the Bobcat"（オオヤマネコ）と、動物の名前が球団名に入っていながらまったく別の生き物をモチーフとしたマスコットキャラクターを採用している珍しい球団である。

## 球団の歴史

### 1990年代
MLBのエクスパンション（球団拡張）の一環として1998年創立。1年目は65勝97敗と大きく負け越すが、同年末にMLB屈指の左腕ランディ・ジョンソンの獲得に成功し、ワールドシリーズ制覇への大きな一歩を踏み出す。
1999年にはプレーオフ初出場を果たすが、ディビジョンシリーズでニューヨーク・メッツに1勝3敗で敗れた。

### 2000年代
2001年にはジョンソンと豪腕カート・シリングの大車輪の活躍により、ワールドシリーズでニューヨーク・ヤンキースとの歴史的死闘の末、第7戦でルイス・ゴンザレスがヤンキースの守護神マリアノ・リベラから逆転サヨナラヒットを放ち、球団創設4年目でワールドシリーズ制覇という快挙を成し遂げる。このシリーズのMVPはジョンソンとシリングが同時受賞している。
2002年も地区優勝するも、ディビジョンシリーズでセントルイス・カージナルスに敗れ、2003年はランディ・ジョンソンとカート・シリング両投手の故障で地区3位に終わるが、ブランドン・ウェブがメジャーデビューを果たすなどして若手が少しずつ台頭してきたため積極的にトレードを行ってチームの平均年齢が若くなり「ヤング・バックス」と呼ばれた。
2004年5月18日にアトランタのターナー・フィールドで行われた対ブレーブス戦でランディ・ジョンソンが完全試合を達成したが、この年は51勝111敗と大きく負け越す。オフにはウォーリー・バックマンの監督就任が発表されたが、2度の逮捕歴に加えて破産歴もあったことから、わずか4日後に解任される事態も起きている。
2006年11月8日、球団はチームカラーを赤へ変更すると発表、ユニフォームが赤を基調としたデザインに変更された。深い赤はアリゾナ州の景勝地として有名なセドナの赤い岩を、ベージュはソノラ砂漠の砂をイメージしたもの。また、これまでビジター用キャップに使用されていた、ガラガラヘビがチーム名の頭文字"D"を象っているロゴマークが、ホーム用キャップに使用され、これまでホーム用キャップで使用されていた"A"のロゴが赤基調に変更されビジター用キャップに使用されることになった。
2007年は下馬評は決して高くなかったが若手が台頭し、得点よりも失点が多いにもかかわらず5年ぶりに地区優勝を果たした。
2009年は地区最下位だった。
|  |  |  |  |  |
|  |  |  |  |  |

### 2010年代

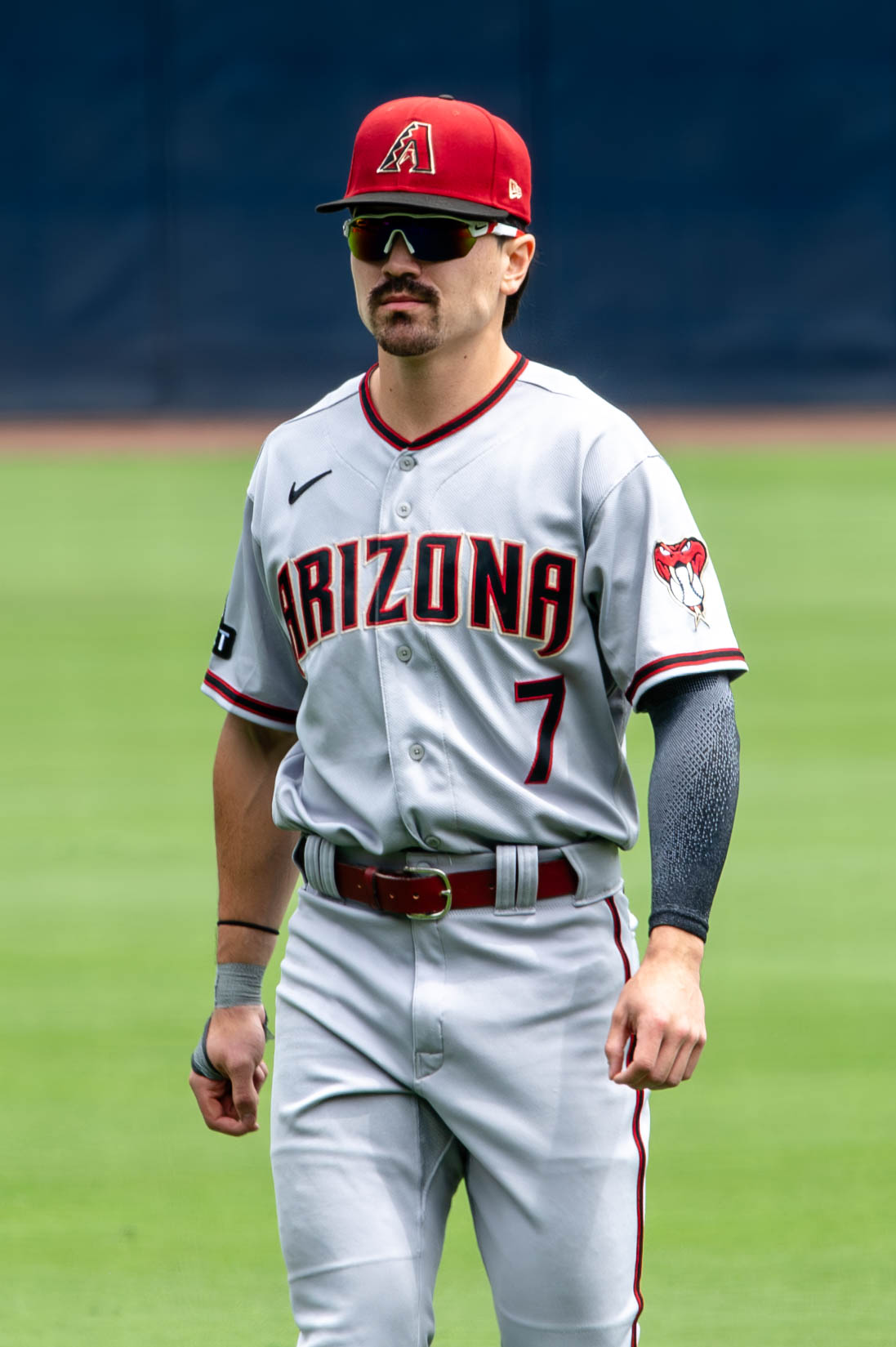
2023年のコービン・キャロル

2010年は2年連続で地区最下位だった。
2011年には前年のワールドシリーズ覇者、サンフランシスコ・ジャイアンツを振り切り4年ぶりの地区優勝。ディビジョンシリーズではミルウォーキー・ブルワーズを相手に0勝2敗から2勝を挙げて巻き返しを見せたが、敵地ミラー・パークで勝てなかったことが響き、2勝3敗で敗退した。オフの12月12日に斎藤隆と契約。チーム初の日本人選手となった。
2012年5月26日、ミゲル・モンテロと球団史上最高額となる5年総額6,000万ドルの契約を結んだ。前年16勝を挙げたダニエル・ハドソンが故障で離脱。新人のウェイド・マイリーがダルビッシュ有に並ぶ新人トップタイの16勝を挙げたが、主力選手の低迷などで3位に沈んだ。オフにクリス・ヤング、ジャスティン・アップトンら2011年の地区優勝メンバーを放出。クリフ・ペニントンやマーティン・プラド、ランドール・デルガドらを獲得した。
2013年は首位のロサンゼルス・ドジャースと11ゲーム差の2位となった。ポール・ゴールドシュミットが36本で最多本塁打（パイレーツのペドロ・アルバレスと同数）、125打点で最多打点のタイトルを獲得した。
2014年は序盤からリーグ最低勝率で低迷し、シーズン途中にポール・ゴールドシュミット、ブロンソン・アローヨ、パトリック・コービンなどの主力選手が相次いで大怪我で離脱し、4年ぶりに地区最下位となってしまった。オフの12月8日にキューバから亡命したヤズマニー・トマスと6年総額6,850万ドルの大型契約を結び、球団の契約の史上最高額を更新した。
2015年1月14日に野球殿堂入りをしたランディ・ジョンソンが付けていた背番号51を永久欠番にすると発表した。オフの12月8日にザック・グレインキーと球団史上最大となる6年総額2億650万ドルの契約を締結した。
2017年は地区優勝したドジャースには11ゲーム差をつけられたものの、この年のア・リーグ東地区とナ・リーグ中地区ならば優勝でもおかしくない93勝を挙げ、ナ・リーグの第1ワイルドカードを獲得し、6年ぶりにポストシーズンへ進出。同地区3位のコロラド・ロッキーズとの対戦となったワイルドカードゲームを乱打戦の末に11対8で勝利し、ディビジョンシリーズへ進出したものの、地区優勝のドジャースに3連敗のスウィープを喫して敗退となった。オフの12月22日にオリックス・バファローズからMLB挑戦を目指した平野佳寿と2年契約を結んだ。
2018年は当時社会人野球所属していた吉川峻平と規則に抵触しながらマイナー契約を結び物議を醸した。オフの12月4日にKBOリーグからMLB移籍を目指したメリル・ケリーと2年契約を結んだ。
2019年はシーズン開幕の3月14日にNPBの横浜DeNAベイスターズと業務提携を締結した。シーズンでは6月10日の対フィラデルフィア・フィリーズ戦で、両チーム合わせて1試合13本塁打を放ち、1995年のタイガース－ホワイトソックス戦の12本を抜くMLB新記録を樹立。また、この試合でダイヤモンドバックスは初回先頭から3者連続弾を含む8本塁打を放ち球団新記録となった。オフに平野がFAとなり、退団した。

### 2020年代
2021年4月1日のパドレスとの開幕戦でケーテル・マルテ、アズドルバル・カブレラ、ティム・ロカストロ、スティーブン・ボートがそれぞれ本塁打を記録し、開幕戦での1イニング4本塁打のMLB記録を樹立した。6月17日の対ジャイアンツ戦に敗れ、ロード23連敗のMLBワースト記録を樹立。8月16日にチームからタイラー・ギルバートがプレイヤー・オブ・ザ・ウィークを受賞した。
2022年8月29日にMLBプロスペクトランキング全体2位のコービン・キャロルがデビュー。この年30.7ft/secの速さでMLBスプリントスピードランキング１位となった。キャロルはその後オフシーズンに8年1億1100万ドルの延長契約を締結。デビューから100日未満のプレイ時間ではMLB史上最大の契約となった。
この年はキャロルの他、外野手のアレク・トーマスや前年デビューを果たしたジェイク・マッカーシー等の若手有望選手を基軸とし、チームはポストシーズン復帰への再建を図った。しかしこの年は地区4位、74-88というシーズン成績で終わってしまう。
チーム再建の一環として2023年のオフシーズンにベテラン内野手のエバン・ロンゴリア、2020年ア・リーグ新人王のカイル・ルイス、NPBの東京ヤクルトスワローズから守護神のスコット・マクガフなどをFAとして契約締結。
2023年はこういったFAや若手有望選手が活躍し、レギュラーシーズン終了1日前の9月30日にワイルドカード進出が確定。2017年以来、6年ぶりのポストシーズン進出を果たした。ワイルドカードではブルワーズ相手に2-0、ディビジョンシリーズでは地区優勝のドジャースを3試合スウィープ。チャンピオンシップシリーズではフィリーズ相手に最初の2戦を取られるが、4-3でシリーズ勝利を果たし、22年ぶりにナショナルリーグ優勝、およびワールドシリーズ進出が決定。チャンピオンシップシリーズMVPはケーテル・マルテが受賞。ワールドシリーズ1、2戦は1勝1敗で引き分けるもホームで3戦スウィープを喫し、レンジャーズに1勝4敗で敗北。

## 選手名鑑

### アメリカ野球殿堂表彰者
- ロベルト・アロマー (Roberto Alomar)
- ランディ・ジョンソン (Randy Johnson)
- アラン・トランメル (Alan Trammell)

### 永久欠番
| 番号 | 選手                                    | ポジション | 備考                 |
| ---- | --------------------------------------- | ---------- | -------------------- |
| 20   | ルイス・ゴンザレス(Luis Gonzalez)       | 外野手     | 2010年指定           |
| 42   | ジャッキー・ロビンソン(Jackie Robinson) | 二塁手     | 全球団共通の永久欠番 |
| 51   | ランディ・ジョンソン(Randy Johnson)     | 投手       | 2015年指定           |

### 歴代所属日本人選手
- 48 斎藤隆 (2012)
- 66 平野佳寿 (2018 - 2019)

## 傘下マイナーチーム
| クラス | チーム                                                                                 | 参加リーグ                                          | 提携   | 本拠地                                                                              |
| ------ | -------------------------------------------------------------------------------------- | --------------------------------------------------- | ------ | ----------------------------------------------------------------------------------- |
| AAA    | リノ・エーシズ Reno Aces                                                               | パシフィックコーストリーグ Triple-A West            | 2009年 | ネバダ州リノ エーシズ・ボールパーク                                                 |
| AA     | アマリロ・ソッドプードルズ Amarillo Sod Poodles                                        | テキサスリーグ Double-A Central                     | 2021年 | テキサス州アマリロ ホッジタウン                                                     |
| High-A | ヒルズボロ・ホップス Hillsboro Hops                                                    | ノースウェストリーグ High-A West                    | 2013年 | オレゴン州ヒルズボロ ロン・トンキン・フィールド                                     |
| Low-A  | バイセイリア・ローハイド Visalia Rawhide                                               | カリフォルニアリーグ Low-A West                     | 2007年 | カリフォルニア州バイセイリア バレー・ストロング・ボールパーク                       |
| Rookie | アリゾナコンプレックスリーグ・ダイヤモンドバックス Arizona Complex League Diamondbacks | アリゾナコンプレックスリーグ Arizona Complex League | 1989年 | アリゾナ州スコッツデール ソルト・リバー・フィールズ・アット・トーキング・スティック |
| Rookie | ドミニカン・サマーリーグ・ダイヤモンドバックス Dominican Summer League Diamondbacks    | ドミニカン・サマーリーグ Dominican Summer League    | 1997年 | ドミニカ共和国 シウダー・デ・ベイスボル                                             |